# 洪泽县人民医院
洪泽县人民医院，是中国江苏省的一所医院，为二级甲等医院，位于洪泽县东风路102号。

## 规模
洪泽县人民医院总床位264张，日门诊量384人次。